# Koalicija radikalne ljevice
Koalicija radikalne ljevice (grčki: Συνασπισμός Ριζοσπαστικής Αριστεράς, Synaspismós Rizospastikís Aristerás), poznatija po svom akronimu ΣΥΡΙΖΑ (SYRIZA), koalicija je lijevih stranaka Grčke. 
Njen parlamentarni čelnik je Alekos Alavanos, bivši vođa Synaspismosa, najveće stranke koja je osnovala koaliciju.

## Povijest

### Osnivanje
Koalicija radikalne ljevice formalno je osnovana za parlamentarne izbore u siječnju 2004., iz jedne neformalne političke skupine - Prostor za dijalog, ujedinjenje i zajedničku akciju ljevice (grčki: Χώρος Διαλόγου για την Ενότητα και Κοινή Δράση της Αριστεράς) koja je počela s radom još 2001. i bavila se pitanjima koja su tad mučila Grke kao što su Rat na Kosovu, privatizacija, socijalna prava i sličnim temama.Brojne manje partije grčke ljevice (vrlo različitih političkih stavova) složile su se da zajednički djeluju na tri temeljna fronta;
- Borba protiv neoliberalne reforme mirovinskog i socijalnog osiguranja
- Borba protiv novih protu-terorističkih zakona, i ograničavanja ljudskih sloboda
- Organizacija prosvjeda na skupu zemalja G8 i borba protiv njihovih odluka.[4]

Stranke koje su 2004. osnovale Koaliciju radikalne ljevice bile su: 
- Koalicija ljevičarskih i ekoloških pokreta (Synaspismos)
- Obnovljena komunistička ekološka ljevica (AKOA)
- Internacionalna radnička ljevica (DEA)
- Pokret ujedinjene ljevičarske akcije (KEDA) (frakcija Grčke komunističke partije)
- Građanska inicijativa
- I brojne manje ljevičarske grupe i pojedinci

Koalicija je na izborima 2004. dobila 241 539 glasova (3,3%) i tako osvojila 6 mjesta u parlamentu, i to samo iz jedna partije - Synaspismos, zbog tog su nastali problemi, jer su manje partije optužile Synaspismos da je iskoristio  Koaliciju za svoje ciljeve. Tenzije su povećane kako vodstvo stranke Synaspismos, koja je na kraju predstavljala koaliciju u parlamentu, nije sebe distanciralo od optužbi klizanja u lijevi centar.
Nakon svih svađa je Koalicija radikalne ljevice na sljedećim izborima održanim 2007., imala još više uspjeha.

## Vanjske poveznice
- Koalicija Radikalne Ljevice
- Građanska Akcija  Arhivirana inačica izvorne stranice od 12. travnja 2008. (Wayback Machine)
- Komunistička Organizacija Grčke
- Demokratski Socijalni Pokret
- Ekološka Intervencija  Arhivirana inačica izvorne stranice od 29. rujna 2007. (Wayback Machine)
- Međunarodna Radnička Ljevica
- Kokino
- Obnovljena Komunistička Ekološka Ljevica  Arhivirana inačica izvorne stranice od 22. siječnja 2008. (Wayback Machine)